# Chitina-Gletscher
Der Chitina-Gletscher ist ein 77 km langer Talgletscher in der Eliaskette in Yukon (Kanada) und Alaska (USA).
Das Nährgebiet des Chitina-Gletschers befindet sich zwischen den Bergen Mount Slaggard und Mount Steele im kanadischen Yukon-Territorium. Von dort strömt er in westlicher Richtung nach Alaska. Der Bergkamm des Mount Lucania erhebt sich südlich des Gletschers. Der bedeutendste Tributärgletscher ist der Anderson-Gletscher, der 20 km oberhalb des unteren Gletscherendes von Norden kommend rechts einmündet. Der Chitina-Gletscher endet am Nordufer des Chitina River auf einer Höhe von etwa 640 m. Gemeinsam mit dem Logan-Gletscher, der weiter südlich ebenfalls in westlicher Richtung verläuft, bildet der Chitina-Gletscher die Quelle des Flusses. Die mittlere Breite des Chitina-Gletschers beträgt oberhalb der Einmündung des Anderson-Gletschers 1,8 km, unterhalb der Einmündung 2,6 km. Das Einzugsgebiet des Gletschers umfasst etwa 1650 km².